# Hotel Rossiya

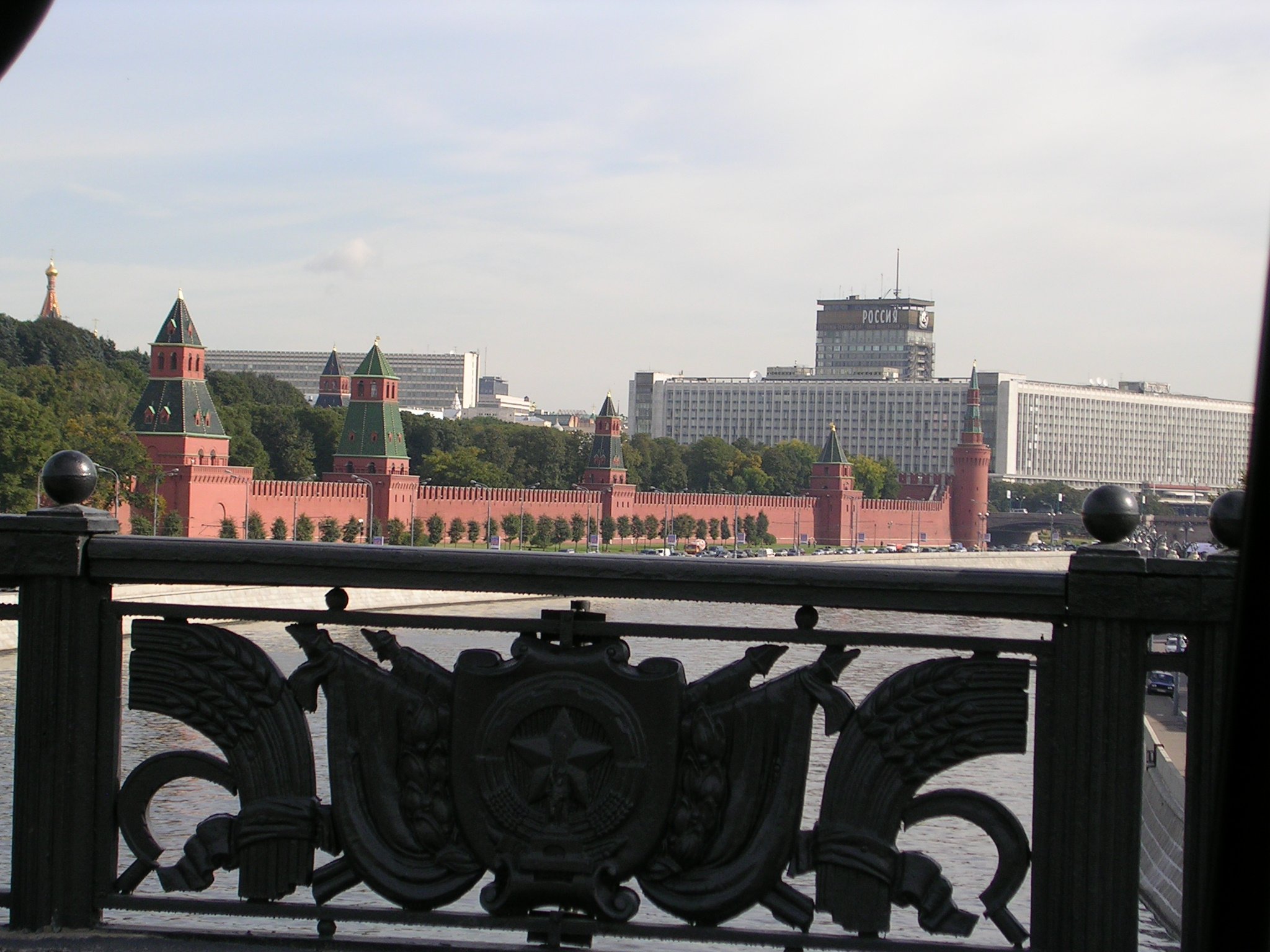
Al fondo (de color blanco) el hotel Rossiya, junto a las características murallas rojas del Kremlin y el río Moskva.

El hotel Rossiya (del ruso: Россия), ahora desaparecido, fue el mayor hotel de Moscú, construido en 1967 por orden del gobierno soviético. El hotel estaba situado al lado de la Plaza Roja y la planta principal de 21 alturas superaba las torres del Kremlin y de la Catedral de San Basilio. Por su privilegiada situación y el gran número de habitaciones era elegido para hospedar a los integrantes del Politburó y del Congreso del Partido de la URSS que se reunían con regularidad en la ciudad.
La construcción utilizó las bases de un antiguo proyecto para un rascacielos finalmente cancelado y que hubiese sido la octava de las Siete Hermanas. En la década de 1940 fueron destruidos varios sectores del distrito histórico de Moscú (conocido como Zaryadye) para la edificación del rascacielos original. Una vez terminado el hotel pasó a formar parte del Libro Guinness de los Récords como hotel más grande del mundo. Siguió siendo, hasta su cierre en 2006, el hotel más grande de Europa. Los 21 pisos del Rossiya incluían 3200 habitaciones, 245 suites, una oficina postal, una discoteca, un Spa, un cine, una peluquería y una sala de conciertos con 2500 localidades. El edificio era capaz de albergar a 4000 invitados. En 1977, un gran incendio en el hotel dejó 42 muertos y 50 heridos.

## Demolición

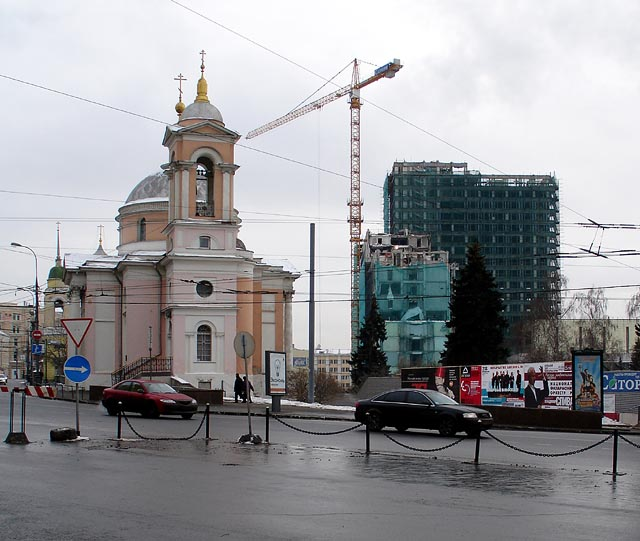
Trabajos de demolición en marzo de 2007.

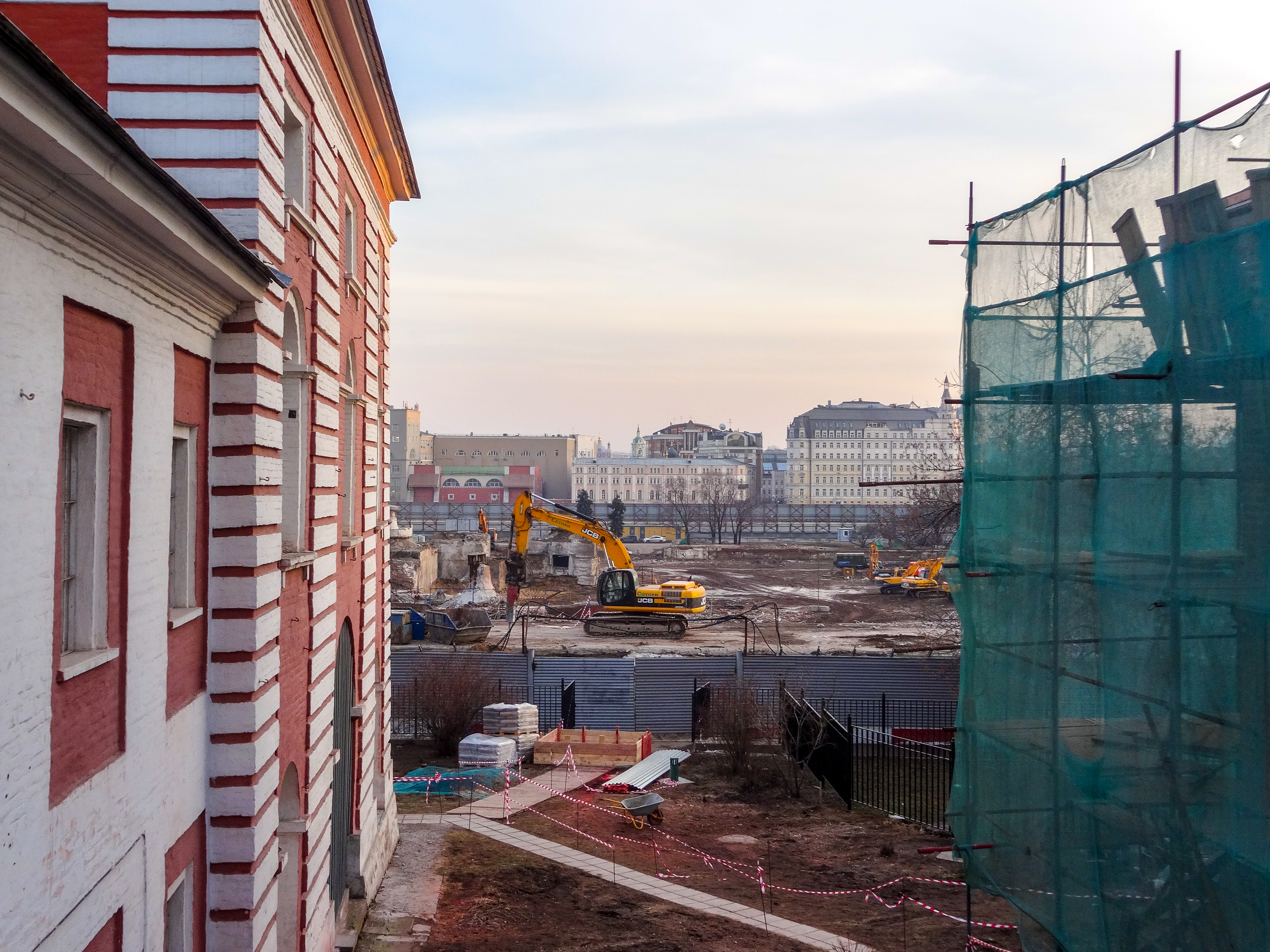
Demolición de los restos del hotel Rossiya antes de la construcción del parque Zaryadye. Marzo de 2015

El hotel Rossiya fue oficialmente cerrado el 1 de enero de 2006, comenzando la demolición en marzo de ese mismo año. El hotel dejaría paso a un nuevo complejo de ocio inspirado en la arquitectura del distrito de Zaryadye. El proyecto estaba dirigido por el arquitecto británico Norman Foster e incluiría un nuevo hotel de 2000 habitaciones con apartamentos y aparcamiento. En octubre de 2006 dicho proyecto fue cancelado y posteriormente en 2012 el gobierno de Moscú decidió crear un parque público, cuyo proyecto se adjudicó mediante concurso en 2013. Finalmente, el parque Zaryadye fue inaugurado el 9 de septiembre de 2017.